# Линия Конкорс, Ай-эн-ди
Concourse Line — линия дивизиона IND метрополитена Нью-Йорка.
Линия проходит по району Бронкс с севера на юг, соединяет его с северной частью Манхэттена (Гарлемом), пересекая по тоннелям пролив Харлем.
Линия обслуживается маршрутами B (в будни днём и вечером до 23:00) и D (круглосуточно).
Линия в большой степени дублирует IRT Jerome Avenue Line, проходящую в полутора кварталах западнее. Это результат конкуренции между транспортными компаниями, которые заказывали строительство линий.

## Список станций
Проходящие по линии маршруты в зависимости от дня недели и времени суток
|                                                | Часы пик | Остальное время |
| ---------------------------------------------- | -------- | --------------- |
| Экспресс-путь                                  | D        | —               |
| Локальные пути                                 | B · D    | D               |
| — в пиковом направлении; — в обратном пиковому |          |                 |

Станции на линии
| Условные обозначения |
| для дней и часов работы маршрутов (более точно указано во всплывающих подсказках при этих обозначениях): |
| --- |
| круглосуточно круглосуточно, кроме ночи круглосуточно, кроме будней днём (либо часов пик) в пиковом направлении в будни днём (и, возможно, вечером) в будни круглосуточно в часы пик в будни днём (либо в часы пик) в пиковом направлении в будни днём (либо в часы пик) в направлении, обратном пиковому в выходные ночью ночью и в выходные (и, возможно, вечером) нет движения поездов |

| Фордем (Metro-North)[англ.] |

| 4 — круглосуточно · 4 — круглосуточно        | 161-я улица — Стадион Янки |
| Янкис — Ист 153-я улица (Metro-North)[англ.] |                            |

| A — круглосуточно · A — круглосуточно · C — круглосуточно, кроме ночи · C — круглосуточно, кроме ночи |

| |  |  |
| A — круглосуточно · A — круглосуточно · C — круглосуточно, кроме ночи · C — круглосуточно, кроме ночи |  |  |
| |  |  |
| A — круглосуточно · A — круглосуточно · B — в будни днём и вечером до 23:00 · B — в будни днём и вечером до 23:00 · C — круглосуточно, кроме ночи · C — круглосуточно, кроме ночи · D — круглосуточно · D — круглосуточно |  |  |